# Ranunculus raeae
Ranunculus raeae är en ranunkelväxtart som beskrevs av Arthur Wallis Exell. Ranunculus raeae ingår i släktet ranunkler, och familjen ranunkelväxter. Inga underarter finns listade i Catalogue of Life.